# Pegomya aksayensis
Pegomya aksayensis este o specie de muște din genul Pegomya, familia Anthomyiidae, descrisă de Fan și Wu Xinsheng în anul 1987. Conform Catalogue of Life specia Pegomya aksayensis nu are subspecii cunoscute.